# Kidnap and Ransom
Kidnap and Ransom is een Britse miniserie van de zender ITV. De serie gaat over Dominic King (gespeeld door Trevor Eve), die optreedt als onderhandelaar bij gijzelingen, en ging in première op 13 januari 2011.

## Serie 1
In de eerste serie wordt King ingeschakeld omdat een zakenvrouw (gespeeld door Emma Fielding) is ontvoerd in Zuid-Afrika. Het lijkt in eerste instantie een eenvoudige zaak, maar de uitwisseling mislukt en de ontvoerder slaat opnieuw toe, maar nu in Groot-Brittannië, waardoor de situatie een stuk grimmiger wordt.

## Serie 2
De tweede serie betreft een ontvoering van een Britse familie in Srinagar in Kashmir in India. Bij de uitwisseling grijpt de politie in, waarna een schietpartij ontstaat, waarin de ontvoerders een bus met toeristen gijzelen. Een van de toeristen blijkt de dochter van de Britse minister van Buitenlandse Zaken te zijn.

## Rolverdeling
- Trevor Eve als Dominic King, een voormalig militair die nu optreedt als onderhandelaar bij gijzelingen.
- Helen Baxendale als Angela Beddoes, Dominic's zakenpartner.
- Amara Karan als Carrie Heath, Dominic's assistente.
- Natasha Little als Sophie King, de vrouw van Dominic.

## Trivia
Beide series zijn in hun geheel opgenomen in Zuid-Afrika.